# Redigobius dewaali
Redigobius dewaali és una espècie de peix de la família dels gòbids i de l'ordre dels perciformes.

## Morfologia
- Els mascles poden assolir 4,2 cm de longitud total.[2][3]

## Reproducció
Té lloc a l'estiu.

## Alimentació
Menja crustacis petits i larves d'insectes.

## Hàbitat
És un peix clima subtropical i bentopelàgic.

## Distribució geogràfica
Es troba a Àfrica: des del sud de Moçambic fins a Knysna (Sud-àfrica).

## Observacions
És inofensiu per als humans.